# Annemarie Matusche-Beckmann
Annemarie Matusche-Beckmann ist eine deutsche Rechtswissenschaftlerin und Universitätsprofessorin an der Universität des Saarlandes, wo sie seit 2006 einen Lehrstuhl für Bürgerliches Recht, deutsches und europäisches Handels- und Wirtschaftsrecht sowie Privatversicherungsrecht innehat. Im Februar 2023 wurde sie zur „Vizepräsidentin für Gesellschaftliche Verantwortung und Nachhaltigkeit“ der Universität gewählt. Vor ihrer universitären Tätigkeit war sie Staatsanwältin und Richterin in Zivilsachen am Landgericht Saarbrücken. Seit 2012 ist sie Richterin am Verfassungsgerichtshof des Saarlandes.

## Beruflicher Werdegang
Matusche-Beckmann studierte Rechtswissenschaften an der Universität zu Köln. Nach dem Ersten Juristischen Staatsexamen vor dem Justizprüfungsamt beim Oberlandesgericht Köln folgte ein Studium an der London School of Economics and Political Science. Anschließend war sie als Wissenschaftliche Assistentin am Institut für Versicherungsrecht der Universität zu Köln tätig, wo sie zu einem privatversicherungsrechtlichen Thema am Lehrstuhl von Ulrich Hübner promovierte. Nach dem Referendariat im Bezirk des OLG Düsseldorf und dem Erwerb des Zweiten Juristischen Staatsexamens vor dem Landesjustizprüfungsamt in Nordrhein-Westfalen folgte die Habilitation mit einer Arbeit zum Organisationsverschulden an der Universität zu Köln bei Ulrich Hübner, gefördert durch Stipendien des Wissenschaftsministeriums NRW. Ihr wurde die Venia legendi für Bürgerliches Recht, deutsches und europäisches Handels- und Wirtschaftsrecht sowie Privatversicherungsrecht verliehen. Es folgten Lehraufträge, unter anderem an der Universität Wuppertal, der Hochschule St. Gallen und der Universität des Saarlandes.
Anschließend war Matusche-Beckmann bis 2005 in der Saarländischen Justiz zunächst als Staatsanwältin, sodann als Richterin in Zivilsachen am Landgericht Saarbrücken tätig war.
Einen ihr im Jahr 2005 erteilten Ruf an die Universität des Saarlandes als ordentliche Universitätsprofessorin nahm die Juristin zum Januar 2006 an und ist seitdem Inhaberin des Lehrstuhls für Bürgerliches Recht, deutsches und europäisches Handels- und Wirtschaftsrecht sowie Privatversicherungsrecht. Von 2010 bis 2012 war sie Prodekanin der Rechts- und Wirtschaftswissenschaftlichen Fakultät der Universität des Saarlandes und Sprecherin der Abteilung Rechtswissenschaft. Seit Februar 2023 ist sie zudem „Vizepräsidentin für Gesellschaftliche Verantwortung und Nachhaltigkeit“ im Präsidium der Universität des Saarlandes.
Im Jahr 2012 wurde Matusche-Beckmann vom Saarländischen Landtag zur stellvertretenden Richterin am Verfassungsgerichtshof des Saarlandes gewählt; 2018 bestätigte der Landtag sie auf Vorschlag des Landtagspräsidiums für weitere sechs Jahre in diesem Amt.

## Forschungsschwerpunkte
Matusche-Beckmanns Forschungsschwerpunkte liegen im Bürgerlichen Recht, insbesondere im nationalen und internationalen Kaufrecht, im deutschen und europäischen Handels- und Wirtschaftsrecht sowie im Privatversicherungsrecht. In diesen Rechtsgebieten ist sie auch als Gutachterin, Sachverständige und Richterin im Rahmen von Schiedsverfahren tätig. Zudem ist sie geschäftsführende Direktorin der Forschungsstelle Arztrecht.
Sie ist im Bürgerlichen Recht u. a. Kommentatorin kaufrechtlicher Vorschriften in J. von Staudingers Kommentar zum Bürgerlichen Gesetzbuch. Im Privatversicherungsrecht ist sie u. a. Begründerin und Mitherausgeberin des renommierten Versicherungsrechts-Handbuchs. Matusche-Beckmann ist zudem Mitherausgeberin der monatlich erscheinenden Zeitschrift „Compliance-Berater“.

## Veröffentlichungen (Auswahl)
- „Pflichten und Haftung des Versicherungsmaklers“, Diss. Verlag Versicherungswirtschaft, Beiträge zum Privat- und Wirtschaftsrecht, 4. Aufl. 1995, ISBN 3-88487-524-8.
- „Das Organisationsverschulden“, Habil. Universität zu Köln, Verlag J.C.B. Mohr (Paul Siebeck), Jus Privatum, Tübingen 2001, ISBN 3-16-147479-1.
- Kommentierung der §§ 434 bis 444; 474 bis 479 BGB (Kaufvertragliche Mängelrechte) in: J. von Staudingers Kommentar zum Bürgerlichen Gesetzbuch, Verlag Sellier (2004, 2013).
- Mitherausgeberin des „Versicherungsrechts-Handbuch“, gemeinsam mit Roland Michael Beckmann, Verlag C.H. Beck, 3. Aufl., München 2015; als Autorin Umwelthaftpflichtversicherung und Recht des Versicherungsmaklers.
- „Mobiliarpfandrechte“, in: Handbuch zum deutschen und europäischen Bank- und Kapitalmarktrecht, hrsg. von Peter Derleder / Kai-Oliver Knops / Heinz Georg Bamberger, Springer-Verlag, 3. Aufl., Berlin, Heidelberg 2017.
- Mitherausgeberin der Zeitschrift „Compliance Berater“, gemeinsam mit Frank Beine / Cornelia Koch / Manuela Mackert / Philip Matthey / Christoph Schautes / Martin Schulz / Eric S. Soong / Gregor Thüsing / Martin Wienk, Deutscher Fachverlag Mediengruppe GmbH, Frankfurt.